# هلندی سرگردان

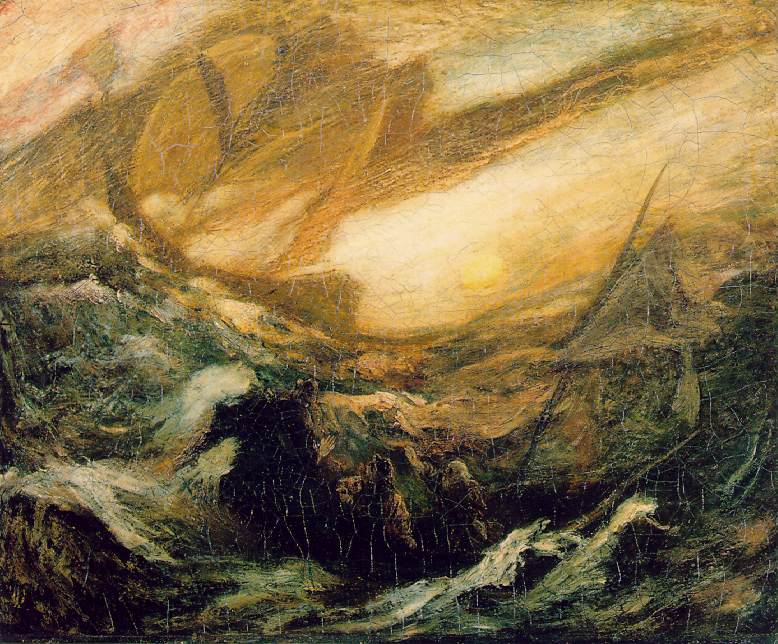
نقاشی هلندی سرگردان، اثر آلبرت پینکهام رایدر، حدود ۱۸۸۷ (موزه هنر آمریکا اسمیتسونین).

هلندی سرگردان یا هلندی پرنده (به انگلیسی: Flying Dutchman) افسانه‌ای است غربی مربوط به یک کشتی ارواح که دچار طلسمی شیطانی است که باعث می‌شود که این کشتی برای همیشه در دریاها سرگردان باشد و هیچ‌گاه لنگر نیندازد.
در این داستان عبارت «هلندی سرگردان» هم نام کشتی است و هم نام ناخدای آن.
در افسانه های عامیانه آمده است که ناخدایی هلندی به نام فیلیپ وندردکن، که سوگند خورده بود به رغم خواست شیطان با کشتی اش دماغه امیدنیک را دور بزند - حتی اگر به اندازه تمام عمرش طول بکشد که تا ابد در جست و جوی رستگاری در دریاها سرگردان باشد.

## پیشینه
پیشینه این افسانه به داستان‌های عامیانه دریانوردان در قرن هفدهم میلادی بازمی‌گردد. قدیمی‌ترین نسخه نوشتاری این داستان مربوط به اواخر قرن هجدهم است.
برخی منابع ناخدا برنارد فوکه، از ناخداهای هلندی سده هفده را الگوی این داستان خرافی دریانوردان دانسته‌اند. برنارد فوکه به خاطر سرعت زیاد در سفرهای دریایی‌اش از هلند به جاوه معروف شده‌بود و دریانوردان شایعه کرده‌بودند که او «با شیطان همدست شده‌است.»
نخستین شکل چاپ‌شده این داستان در مه ۱۸۲۱ در مجله بلک‌وود ادینبرو منتشر شد که در آن محل داستان در دماغه امید نیک قرار داشت. در این داستان ناخدای هلندی سرگردان سفارش‌هایی مربوط به افرادی که مدت‌ها است مرده‌اند را به کشتی‌های دیگر پیشنهاد می‌کند و هر کشتی که ملوانانش این سفارش‌ها را بپذیرند به بدبختی دچار خواهد شد.

## برداشت‌ها
در اپرا
واگنر در طول سفر دریایی به آمریکا اپرای هلندی پرنده را نوشت. این اثر برداشتی است شخصی از افسانه ای عامیانه که روایت های گوناگونی از آن بر سر زبان ها بود. او در دوران رکود کاری در پاریس ، تحت فشار زندگی ، متن اپرای هلندی پرنده را به آهنگ سازی فرانسوی فروخت، اما همچنان روند کاری خود را ادامه داد. 
سه پرده 
موسیقی:ریشارد واگنر
متن المانی : ریشارد واگنر بر اساس Memoires of hetrr von schnabelewpski نوشته هاینریش هاینه و نیز رمانی از ویلهلم هاف
نخستین اجرا: در سدن، هافتیاتر ، 2 زانویه 1843
نخستین اجرا در ایالات متحد: فیلادلفیا ، آکادمی موسیقی ، 8 نوامبر 1876 ( به زبان ایتالیایی ) 
نسختین اجرا در اپرای متروپلیتن : 31 دسامبر 1890

در سینما
در فیلم دزدان دریایی کارائیب قصه صندوقچه مرد مرده به این کشتی اشاره می‌شوند.